# Oberzollhaus (Oy-Mittelberg)
Oberzollhaus ist ein Gemeindeteil der Gemeinde Oy-Mittelberg im Landkreis Oberallgäu (Schwaben).

## Lage
Der Luftkurort Oberzollhaus liegt inmitten der Moorgebiete nahe des Rottachsees und des Schwarzenberger Weihers auf einer Höhe von 894 m ü. NHN. Westlich der Ortschaft verlaufen die Bundesautobahn 7 und die Außerfernbahn.

## Geschichte
Zollhaus wurde erstmals urkundlich im Jahr 1522 als Zol(l)haus erwähnt. Hier befand sich eine Zollstation an der Salzstraße von Füssen nach Kempten, die hier die Grenze des Fürststifts Kempten zum Hochstift Augsburg passierte. Dabei waren Unter- sowie Oberzollhaus (Mittelberg) hochstiftisch und Oberzollhaus (Sulzberg) stiftskemptisch. 1742 wurde die Kapelle St. Magnus erbaut.

## Baudenkmäler
- Liste der Baudenkmäler in Oberzollhaus